# Lechstaustufe Oberpeiching
Die Lechstaustufe Oberpeiching ist eine Staustufe des Lechs zwischen Augsburg und Marxheim und liegt am Flusskilometer 11,5 auf dem Gebiet der Stadt Rain im Landkreis Donau-Ries.
Betreiber des Laufwasserkraftwerkes ist die Lechwerke AG, die erzeugte Leistung beträgt 11,9 MW bei einer Fallhöhe von 8,4 m.
Das Kraftwerk ist seit 1954 in Betrieb und wird in der Kraftwerksliste der Bundesnetzagentur als BNA1221 geführt.
Der Ausbaudurchfluss des Kraftwerkes beträgt 180 m³/s, das Regelarbeitsvermögen 59.000 MWh pro Jahr.
Siehe auch: 

Liste von Wasserkraftwerken in Deutschland

Liste der Kraftwerke/Stauseen am Lech